# Helena Halecka
Helena Halecka (ur. 20 maja 1891 w Krakowie, zm. 5 stycznia 1964 w White Plains w stanie Nowy Jork, USA) – polska historyk, żona Oskara Haleckiego. 

## Życiorys
Urodziła się w Krakowie – jej ojcem był Alojzy Szarłowski, historyk, geograf i weteran powstania styczniowego z 1863 roku na Litwie. W gimnazjum zainteresowała się historią za sprawą Ludwika Boratyńskiego. Studiowała następnie na Uniwersytecie Jagiellońskim. Brała udział w seminarium u profesora Wacława Tokarza (epoka napoleońska). Była czynna społecznie w Krakowie, a później w Warszawie w sodalicji mariańskiej. 5 lipca 1913 w Kaplicy sodalicyjnej kościoła św. Barbary w Krakowie odbył się jej ślub z historykiem Oskarem Haleckim. Dzieliła zainteresowania badawcze męża i pomagała mu w pracach. Opracowała indeksy do wielu jego dzieł i szczegółowe bibliografie jego prac. Po 1939 roku brała udział w życiu emigracyjnym nowojorskiej Polonii. Zmarła z powodu choroby serca. Jest pochowana wraz z mężem na cmentarzu Gate of Heaven Cemetery.

## Publikacje
- Bibliografia prac historycznych Profesora Oskara Haleckiego, „Teki Historyczne” 9 (1958), s. 96–99.
- Ze wspomnień Alojzego Szarłowskiego o powstaniu 1863 roku na Litwie, przygotowali do druku Oskar i Helena Haleccy, „Teki Historyczne” 12 (1962/1963), s. 221–278 .